# Тиранчик-рудь білочеревий
Тира́нчик-рудь білочеревий (Euscarthmus meloryphus) — вид горобцеподібних птахів родини тиранових (Tyrannidae). Мешкає в Південній Америці.

## Підвиди
Виділяють два підвиди:
- E. m. paulus (Bangs, 1899) — північно-східна і центральна Колумбія (від Маґдалени і Гуахіри до Норте-де-Сантандеру та в долині Магдалени на південь до Уїли) і північна Венесуела (на схід до Сукре та до північно-східного Болівару);
- E. m. meloryphus Wied-Neuwied, 1831 — східна Бразилія (від Мараньяну і Сеари на південь до Мату-Гросу і Ріу-Гранді-ду-Сул), північна і східна Болівія, східний Парагвай, північно-західна і північно-східна Аргентина (на південь до Кордови і північного Буенос-Айреса), Уругвай, трапляється на крайньому південному сході Перу (Пуно).

Euscarthmus fulviceps раніше вважався підвидом білочеревого тиранчика-рудя, однак через різницю в морфології і вокалізації був визнаний окремим видом.

## Поширення і екологія
Білочереві тиранчики-руді мешкають в Колумбії, Венесуелі, Бразилії, Аргентині, Парагваї, Уругваї, Болівії і Перу. Вони живуть в сухих і високогірних чагарникових заростях, сухих тропічних лісах, рідколіссях і саванах, на пасовищах. Зустрічаються переважно на висоті до 1500 м над рівнем моря.